# Tegal Sari III
Tegal Sari III is een bestuurslaag in het regentschap Medan van de provincie Noord-Sumatra, Indonesië. Tegal Sari III telt 10.268 inwoners (volkstelling 2010).